# ساحل دیواره‌ای

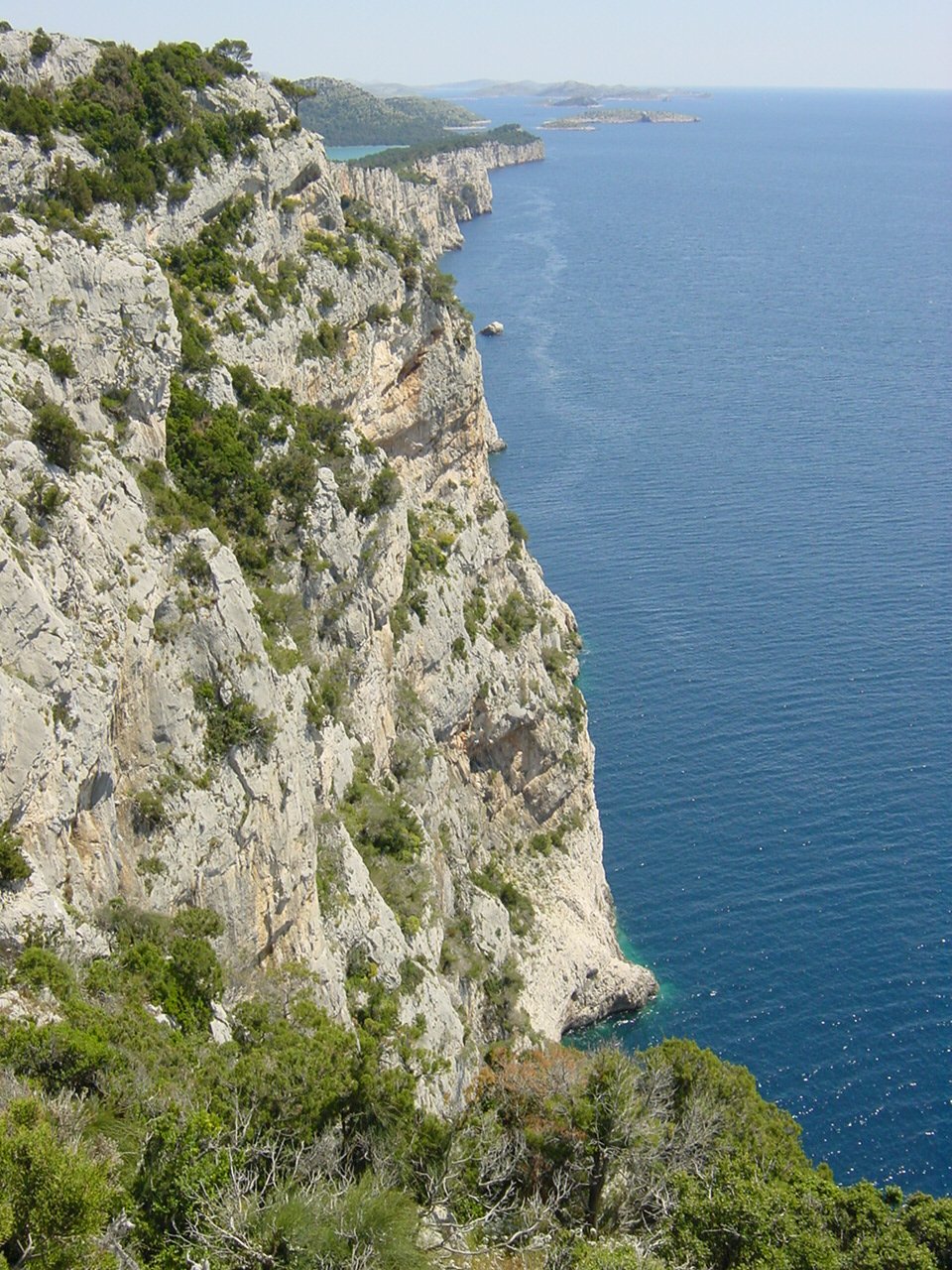
نمایی از ساحل دیواره‌ای در جزیره دوگی اوتوک در کرواسی

ساحل دیواره‌ای یا ساحل پرشیب‌ یا ساحل شیب‌دار (به انگلیسی: Steep coast)، خط ساحلی است که در آن سرزمین اصلی به‌طور ناگهانی به دریا فرود می‌آید. یک انتقال شدید از خشکی به دریا وجود دارد، برخلاف آنچه که در یک ساحل صاف که در آن زمین آهسته به سوی دریا پایین می‌آید. ارتفاع زمین در ساحل شیب‌دار بسیار بالاتر از سطح دریا است.
بیشتر سواحل شیب‌دار، ساحل صخره‌ای هستند (که سواحل سایشی نیز نامیده می‌شوند)، جایی که فرآیندهای فرسایشی ناشی از عمل موج سبب شیب تند می‌شود. نوع دیگری از سواحل شیب‌دار، آبدرههایی است که زمانی که یک دره یخبندان در اثر بالا آمدن سطح دریا تا حدی زیر آب قرار می‌گیرد، تشکیل می‌شود. در نروژ، نیوزیلند یا آلاسکا آبدره‌هایی وجود دارد که اضلاع تقریباً عمودی آنها بیش از ۱۰۰۰ متر بالاتر از آب و ۳۰۰ متر زیر آن فرورفته است.